# UEFA Women’s Champions League 2010/11

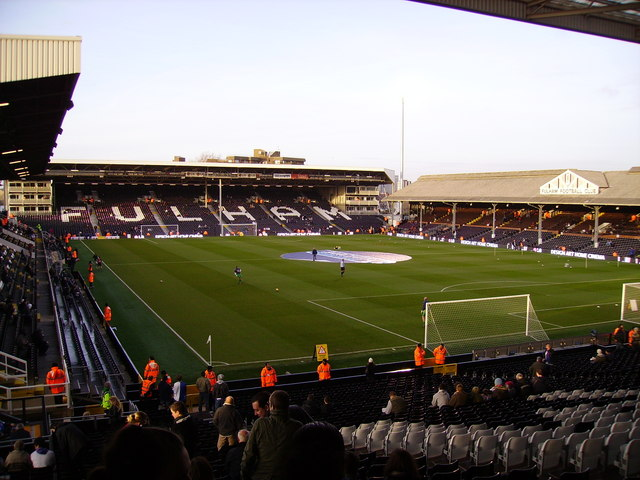
Das Stadion Craven Cottage in London/Fulham – Austragungsstätte des Endspiels

Die UEFA Women’s Champions League 2010/11 war die zehnte Ausspielung des europäischen Meisterwettbewerbs für Frauenfußballvereine und zweite unter dieser Bezeichnung. 51 Mannschaften aus 43 Ländern spielten um den Titel. Der Wettbewerb begann mit den ersten Spielen der Qualifikationsrunde am 5. August 2010 und endete mit dem Finale am 26. Mai 2011 in London im Stadion Craven Cottage und wurde von Olympique Lyon mit einem 2:0 gegen Titelverteidiger 1. FFC Turbine Potsdam gewonnen.

## Teilnehmer
An der UEFA Women’s Champions League 2010/11 nahmen 43 Landesmeister sowie die Vizemeister der acht stärksten Landesverbände teil. Für die Ermittlung der stärksten acht Landesverbände wird die UEFA-Fünfjahreswertung herangezogen. Die 23 Landesmeister der stärksten Landesverbände erhalten ein Freilos und greifen erst im Sechzehntelfinale in den Wettbewerb ein. Die restlichen Landesmeister sowie die acht Vizemeister müssen erst an einer Qualifikationsrunde teilnehmen. Im Gegensatz zum Vorjahr meldete Malta keine Mannschaft.

## Qualifikation
Die Auslosung der Qualifikation fand am 23. Juni 2010 in der UEFA-Zentrale im schweizerischen Nyon statt. Die sieben Miniturniere fanden in der Zeit vom 5. bis 10. August 2010 statt. Die sieben Gruppensieger qualifizieren sich für das Sechzehntelfinale. Dazu kommen die zwei besten Gruppenzweiten Breiðablik Kópavogur und ŽNK Krka (hier werden nur die Spiele gegen die Gruppenersten und -dritten berücksichtigt).

### Gruppe 1
Turnier in Brøndby (Dänemark).
| Pl. | Verein               | Sp. | S | U | N | Tore    | Diff. | Punkte |
| --- | -------------------- | --- | - | - | - | ------- | ----- | ------ |
| 1.  | Brøndby IF           | 3   | 3 | 0 | 0 | 021:000 | +21   | 09     |
| 2.  | FC NSA Sofia         | 3   | 2 | 0 | 1 | 011:300 | +8    | 06     |
| 3.  | FC Roma Calfa        | 3   | 0 | 1 | 2 | 003:130 | −10   | 01     |
| 4.  | Gazi Üniversitesi SK | 3   | 0 | 1 | 2 | 003:220 | −19   | 01     |

| 5. August 2010       |       |                      |
| Brøndby IF           | 6:0   | FC Roma Calfa        |
| FC NSA Sofia         | 7:0   | Gazi Üniversitesi SK |
| 7. August 2010       |       |                      |
| Brøndby IF           | 12:00 | Gazi Üniversitesi SK |
| FC Roma Calfa        | 0:4   | FC NSA Sofia         |
| 10. August 2010      |       |                      |
| FC NSA Sofia         | 0:3   | Brøndby IF           |
| Gazi Üniversitesi SK | 3:3   | FC Roma Calfa        |

### Gruppe 2
Turnier in Šiauliai und Pakruojis (Litauen).
| Pl. | Verein               | Sp. | S | U | N | Tore    | Diff. | Punkte |
| --- | -------------------- | --- | - | - | - | ------- | ----- | ------ |
| 1.  | Everton LFC          | 3   | 3 | 0 | 0 | 023:000 | +23   | 09     |
| 2.  | Gintra Universitetas | 3   | 1 | 1 | 1 | 004:700 | −3    | 04     |
| 3.  | KÍ Klaksvík          | 3   | 1 | 1 | 1 | 002:600 | −4    | 04     |
| 4.  | ZFK Borec            | 3   | 0 | 0 | 3 | 000:160 | −16   | 0      |

| 5. August 2010       |       |                      |
| Everton LFC          | 6:0   | KÍ Klaksvík          |
| Gintra Universitetas | 4:0   | ZFK Borec            |
| 7. August 2010       |       |                      |
| Everton LFC          | 10:00 | ZFK Borec            |
| KÍ Klaksvík          | 0:0   | Gintra Universitetas |
| 10. August 2010      |       |                      |
| Gintra Universitetas | 0:7   | Everton LFC          |
| ZFK Borec            | 0:2   | KÍ Klaksvík          |

### Gruppe 3
Turnier in Larnaka und Limassol (Zypern).
| Pl. | Verein            | Sp. | S | U | N | Tore    | Diff. | Punkte |
| --- | ----------------- | --- | - | - | - | ------- | ----- | ------ |
| 1.  | Apollon Limassol  | 3   | 3 | 0 | 0 | 013:200 | +11   | 09     |
| 2.  | Umeå IK           | 3   | 2 | 0 | 1 | 005:400 | +1    | 06     |
| 3.  | ASA Tel-Aviv FC   | 3   | 1 | 0 | 2 | 003:700 | −4    | 03     |
| 4.  | SFK 2000 Sarajevo | 3   | 0 | 0 | 3 | 002:100 | −8    | 0      |

| 5. August 2010    |     |                   |
| Umeå IK           | 3:0 | ASA Tel Aviv      |
| SFK 2000 Sarajevo | 1:6 | Apollon Limassol  |
| 7. August 2010    |     |                   |
| Umeå IK           | 1:4 | Apollon Limassol  |
| ASA Tel Aviv      | 3:1 | SFK 2000 Sarajevo |
| 10. August 2010   |     |                   |
| SFK 2000 Sarajevo | 0:1 | Umeå IK           |
| Apollon Limassol  | 3:0 | ASA Tel Aviv      |

### Gruppe 4
Turnier in Kópavogur und Reykjavík (Island).
| Pl. | Verein               | Sp. | S | U | N | Tore    | Diff. | Punkte |
| --- | -------------------- | --- | - | - | - | ------- | ----- | ------ |
| 1.  | Juvisy FCF           | 3   | 2 | 1 | 0 | 020:400 | +16   | 07     |
| 2.  | Breiðablik Kópavogur | 3   | 2 | 1 | 0 | 018:400 | +14   | 07     |
| 3.  | FCM Târgu Mureș      | 3   | 1 | 0 | 2 | 003:130 | −10   | 03     |
| 4.  | FC Levadia Tallinn   | 3   | 0 | 0 | 3 | 002:220 | −20   | 0      |

| 5. August 2010       |       |                      |
| Juvisy FCF           | 5:1   | FCM Târgu Mureș      |
| Breiðablik Kópavogur | 8:1   | FC Levadia Tallinn   |
| 7. August 2010       |       |                      |
| Juvisy FCF           | 12:00 | FC Levadia Tallinn   |
| FCM Târgu Mureș      | 0:7   | Breiðablik Kópavogur |
| 10. August 2010      |       |                      |
| Breiðablik Kópavogur | 3:3   | Juvisy FCF           |
| FC Levadia Tallinn   | 1:2   | FCM Târgu Mureș      |

### Gruppe 5
Turnier in Krško und Ivančna Gorica (Slowenien). Das Spiel zwischen Novo Mesto und Zugdidi musste am 5. August 2010 wegen eines überfluteten Spielfeldes abgebrochen werden und wurde am 8. August 2010 wiederholt.
| Pl. | Verein           | Sp. | S | U | N | Tore    | Diff. | Punkte |
| --- | ---------------- | --- | - | - | - | ------- | ----- | ------ |
| 1.  | ASD CF Bardolino | 3   | 3 | 0 | 0 | 014:100 | +13   | 09     |
| 2.  | ŽNK Krka         | 3   | 2 | 0 | 1 | 009:400 | +5    | 06     |
| 3.  | Swansea City LFC | 3   | 1 | 0 | 2 | 002:120 | −10   | 03     |
| 4.  | FC Baia Sugdidi  | 3   | 0 | 0 | 3 | 001:900 | −8    | 0      |

| 5. August 2010   |     |                  |
| ASD CF Bardolino | 7:0 | Swansea City LFC |
| 7. August 2010   |     |                  |
| ASD CF Bardolino | 3:0 | FC Baia Sugdidi  |
| Swansea City LFC | 0:4 | ŽNK Krka         |
| 8. August 2010   |     |                  |
| ŽNK Krka         | 4:0 | FC Baia Sugdidi  |
| 10. August 2010  |     |                  |
| ŽNK Krka         | 1:4 | ASD CF Bardolino |
| FC Baia Sugdidi  | 1:2 | Swansea City LFC |

### Gruppe 6
Turnier in Osijek und Vinkovci (Kroatien).
| Pl. | Verein         | Sp. | S | U | N | Tore    | Diff. | Punkte |
| --- | -------------- | --- | - | - | - | ------- | ----- | ------ |
| 1.  | FK Rossijanka  | 3   | 3 | 0 | 0 | 018:100 | +17   | 09     |
| 2.  | St. Francis FC | 3   | 2 | 0 | 1 | 009:130 | −4    | 06     |
| 3.  | SU 1º Dezembro | 3   | 1 | 0 | 2 | 006:900 | −3    | 03     |
| 4.  | NK Osijek      | 3   | 0 | 0 | 3 | 004:140 | −10   | 0      |

| 5. August 2010  |     |                |
| FK Rossijanka   | 5:0 | NK Osijek      |
| SU 1° Dezembro  | 1:4 | St. Francis FC |
| 7. August 2010  |     |                |
| FK Rossijanka   | 9:0 | St. Francis FC |
| NK Osijek       | 1:4 | SU 1° Dezembro |
| 10. August 2010 |     |                |
| SU 1° Dezembro  | 1:4 | FK Rossijanka  |
| St. Francis FC  | 5:3 | NK Osijek      |

### Gruppe 7
Turnier in Ballymena, Castledawson und Dunnagon (Nordirland).
| Pl. | Verein                          | Sp. | S | U | N | Tore    | Diff. | Punkte |
| --- | ------------------------------- | --- | - | - | - | ------- | ----- | ------ |
| 1.  | FCR 2001 Duisburg               | 3   | 3 | 0 | 0 | 013:100 | +12   | 09     |
| 2.  | Glasgow City FC                 | 3   | 2 | 0 | 1 | 012:400 | +8    | 06     |
| 3.  | ŠK Slovan Bratislava            | 3   | 1 | 0 | 2 | 001:700 | −6    | 03     |
| 4.  | Crusaders Newtownabbey Strikers | 3   | 0 | 0 | 3 | 001:150 | −14   | 0      |

| 5. August 2010             |     |                            |
| FCR 2001 Duisburg          | 3:0 | Slovan Bratislava          |
| Glasgow City FC            | 8:0 | Crusaders Newtownabbey St. |
| 7. August 2010             |     |                            |
| FCR 2001 Duisburg          | 6:1 | Crusaders Newtownabbey St. |
| Slovan Bratislava          | 0:4 | Glasgow City FC            |
| 10. August 2010            |     |                            |
| Glasgow City FC            | 0:4 | FCR 2001 Duisburg          |
| Crusaders Newtownabbey St. | 0:1 | Slovan Bratislava          |

### Tabelle der Gruppenzweiten
| Pl. | Verein               | Sp. | S | U | N | Tore    | Diff. | Punkte |
| --- | -------------------- | --- | - | - | - | ------- | ----- | ------ |
| 1.  | Breiðablik Kópavogur | 2   | 1 | 1 | 0 | 010:300 | +7    | 04     |
| 2.  | ŽNK Krka             | 2   | 1 | 0 | 1 | 005:400 | +1    | 03     |
| 3.  | FC NSA Sofia         | 2   | 1 | 0 | 1 | 004:300 | +1    | 03     |
| 4.  | Umeå IK              | 2   | 1 | 0 | 1 | 004:400 | ±0    | 03     |
| 5.  | Glasgow City FC      | 2   | 1 | 0 | 1 | 004:400 | ±0    | 03     |
| 6.  | St. Francis FC       | 2   | 1 | 0 | 1 | 004:100 | −6    | 03     |
| 7.  | Gintra Universitetas | 2   | 0 | 1 | 1 | 000:700 | −7    | 01     |

## Finalrunden

### Sechzehntelfinale
Im Sechzehntelfinale greifen die Landesmeister der stärksten Verbände sowie der Titelverteidiger in den Wettbewerb ein. Die Hinspiele fanden am 22. und 23. September, die Rückspiele am 13. und 14. Oktober 2010 statt. Die Auslosung fand am 19. August 2010 in Nyon statt. Die gesetzten Mannschaften hatten im Rückspiel Heimrecht.
|                          | Gesamt    |                        | Hinspiel | Rückspiel |
| ------------------------ | --------- | ---------------------- | -------- | --------- |
| FK Zorka-BDU             | 1:2       | Røa IL                 | 1:2      | 0:0       |
| Apollon Limassol         | 2:4       | Swesda 2005 Perm       | 1:2      | 1:2       |
| Legend-Cheksil Chernigov | 1:7       | FK Rossijanka          | 1:3      | 0:4       |
| AZ Alkmaar               | 01:10     | Olympique Lyon         | 1:2      | 0:8       |
| Rayo Vallecano           | 4:1       | Valur Reykjavík        | 3:0      | 1:1       |
| ŽFK Mašinac Niš          | 01:12     | Arsenal LFC            | 1:3      | 0:9       |
| ŽNK Krka                 | 00:12     | Linköpings FC          | 0:7      | 0:5       |
| VV St. Truiden           | 00:10     | Sparta Prag            | 1 0:3 1  | 0:7       |
| RTP Unia Racibórz        | (a)2:2(a) | Brøndby IF             | 1:2      | 1:0       |
| MTK Budapest FC          | 1:7       | Everton LFC            | 0:0      | 1:7       |
| CSHVSM Almaty            | 00:11     | FCR 2001 Duisburg      | 0:5      | 0:6       |
| Fortuna Hjørring         | 14:10     | ASD CF Bardolino       | 8:0      | 6:1       |
| FC Zürich                | 3:7       | Sassari Torres CF      | 2:3      | 1:4       |
| Breiðablik Kópavogur     | 0:9       | Juvisy FCF             | 0:3      | 0:6       |
| Åland United             | 00:15     | 1. FFC Turbine Potsdam | 0:9      | 0:6       |
| PAOK Thessaloniki        | 1:3       | SV Neulengbach         | 1:0      | 0:3       |

### Achtelfinale
Die Hinspiele fanden am 3. und 4., die Rückspiele am 10. und 11. November 2010 statt.
|                        | Gesamt |                  | Hinspiel | Rückspiel |
| ---------------------- | ------ | ---------------- | -------- | --------- |
| Røa IL                 | 1:5    | Swesda 2005 Perm | 1:1      | 0:4       |
| FK Rossijanka          | 01:11  | Olympique Lyon   | 1:6      | 0:5       |
| Rayo Vallecano         | 3:4    | Arsenal LFC      | 2:0      | 1:4       |
| Linköpings FC          | 3:0    | Sparta Prag      | 2:0      | 1:0       |
| Brøndby IF             | 2:5    | Everton LFC      | 1:4      | 1:1       |
| FCR 2001 Duisburg      | 7:2    | Fortuna Hjørring | 4:2      | 3:0       |
| Sassari Torres CF      | 3:4    | Juvisy FCF       | 1:2      | 2:2 n. V. |
| 1. FFC Turbine Potsdam | 16:00  | SV Neulengbach   | 7:0      | 9:0       |

### Viertelfinale
Die Hinspiele fanden am 16. und 17., die Rückspiele am 23. und 24. März 2011 statt. Die Begegnungen wurden unter den qualifizierten Mannschaften am 19. November 2010 frei ausgelost.
|                  | Gesamt    |                        | Hinspiel | Rückspiel |
| ---------------- | --------- | ---------------------- | -------- | --------- |
| Swesda 2005 Perm | 0:1       | Olympique Lyon         | 0:0      | 0:1       |
| Arsenal LFC      | (a)3:3(a) | Linköpings FC          | 1:1      | 2:2       |
| Everton LFC      | 2:5       | FCR 2001 Duisburg      | 1:3      | 1:2       |
| Juvisy FCF       | 2:9       | 1. FFC Turbine Potsdam | 0:3      | 2:6       |

### Halbfinale
Die Hinspiele fanden am 9., die Rückspiele am 16. und 17. April 2011 statt.
|                   | Gesamt |                        | Hinspiel | Rückspiel |
| ----------------- | ------ | ---------------------- | -------- | --------- |
| Olympique Lyon    | 5:2    | Arsenal LFC            | 2:0      | 3:2       |
| FCR 2001 Duisburg | 2:3    | 1. FFC Turbine Potsdam | 2:2      | 0:1       |

### Finale
Das Finale fand am 26. Mai 2011 im Londoner Craven Cottage, der Heimat des FC Fulham, statt. Es war die Neuauflage des vorjährigen Finales, in dem Potsdam sich im Elfmeterschießen durchgesetzt hatte. Zur Spielerin des Spiels wurde Camille Abily gewählt.
| Olympique Lyon                                   | Olympique Lyon | 1. FFC Turbine Potsdam | 1. FFC Turbine Potsdam |
| ------------------------------------------------ | --- | --- | ---------------------- |
| Olympique Lyon                                   | \| 26. Mai 2011 in London (Craven Cottage) \| \| Ergebnis: 2:0 (1:0) \| \| Zuschauer: 14.303 \| \| Schiedsrichterin: Dagmar Damková ( Tschechien) 1 \|                                                                                                   | \| 26. Mai 2011 in London (Craven Cottage) \| \| Ergebnis: 2:0 (1:0) \| \| Zuschauer: 14.303 \| \| Schiedsrichterin: Dagmar Damková ( Tschechien) 1 \|                                                                | 1. FFC Turbine Potsdam |
| Olympique Lyon                                   | Sarah Bouhaddi – Wendie Renard, Laura Georges, Sabrina Viguier, Sonia Bompastor – Shirley Cruz Traña, Louisa Nécib (55. Lara Dickenmann), Amandine Henry, Camille Abily – Élodie Thomis (73. Eugénie Le Sommer), Lotta Schelin Cheftrainer: Patrice Lair | Anna Felicitas Sarholz – Bianca Schmidt, Babett Peter, Josephine Henning – Jennifer Zietz – Isabel Kerschowski, Viola Odebrecht, Tabea Kemme – Fatmire Bajramaj, Anja Mittag, Inka Wesely Cheftrainer: Bernd Schröder | 1. FFC Turbine Potsdam |
| Olympique Lyon                                   | 1:0 Renard (27.) 2:0 Dickenmann (85.) | | 1. FFC Turbine Potsdam |
| Olympique Lyon                                   | Abily (60.) | | 1. FFC Turbine Potsdam |
| 26. Mai 2011 in London (Craven Cottage)          | | |                        |
| Ergebnis: 2:0 (1:0)                              | | |                        |
| Zuschauer: 14.303                                | | |                        |
| Schiedsrichterin: Dagmar Damková ( Tschechien) 1 | | |                        |

## Beste Torschützinnen
| Rang | Spielerin        | Klub                   | Tore |
| ---- | ---------------- | ---------------------- | ---- |
| 1    | Inka Grings      | FCR 2001 Duisburg      | 13   |
| 2    | Yūki Nagasato    | 1. FFC Turbine Potsdam | 9    |
|      | Lotta Schelin    | Olympique Lyon         | 9    |
| 4    | Julie Machart    | Juvisy FCF             | 8    |
|      | Anja Mittag      | 1. FFC Turbine Potsdam | 8    |
|      | Laëtitia Tonazzi | Juvisy FCF             | 8    |